# Solenopsis targuia
Solenopsis targuia är en myrart som beskrevs av Bernard 1953. Solenopsis targuia ingår i släktet eldmyror, och familjen myror. Inga underarter finns listade i Catalogue of Life.